# Zvonice v Rájci
Zvonice stojí na návsi v obci Rájec v okrese Šumperk. Je chráněna jako kulturní památka ČR.

## Historie
Zvonice podle zápisu v kronice obce byla postavena v 18. století. Oficiálně je uváděna do druhé poloviny 19. století. V roce 2011 byla opravena a byl proveden archeologický průzkum, práce na odvodnění a odvětrání základů. Oprava byla spolufinancována z prostředků EU z Evropského zemědělského fondu pro rozvoj venkova.

## Popis
Zvonice je samostatně stojící hranolová zděná omítaná stavba postavena na půdorysu čtverce o rozměrech asi 3,3 × 3,3 m. V dolní části je vstup se segmentovým záklenkem. V horní části (zvonové patro) ve všech stěnách jsou otevřená okna s půlkruhovými záklenky. Fasáda je hladká, v nárožích rýhou v omítce jsou naznačeny lizény. Na profilovanou korunní římsu nasedá stanová střecha s rozměrnou čtyřbokou lucernou, která má v bocích otvory se segmentovým zakončením. Lucerna má stanovou střechu ukončenou makovicí a trojramenným křížem. Krytinou je plech.
V interiéru je žebříkové dřevěné schodiště s výstupy do tří úrovní.
Z původních dvou zvonů je zachován jen jeden. Poprvé byl zvon s reliéfem svatého Václava s korouhví na koni rekvírován 30. září 1916. V roce 1923 byl pořízen nový, který byl vysvěcen v kapli Panny Marie Královny v tehdejším Teodorově a dostal jméno Václav.